# ヨーロッパオオナマズ
ヨーロッパオオナマズ（学名 Silurus glanis）は、ナマズ科ナマズ属に分類される淡水魚であり、ヨーロッパに分布する大型のナマズである。

## 分布
もともと東ヨーロッパやドイツ以東の中央ヨーロッパ、西アジアを中心とした地域に生息していた。
1974年、あるドイツ人の釣り人が、ヨーロッパオオナマズの稚魚数千匹をスペインのエブロ川に放した。また、別の釣り人たちも、この巨大魚が釣れるようになることを期待して、西ヨーロッパ各国の川でも同じことを行い、そこで繁殖するようになったので、生息域が広がった。
その結果、現在ではヨーロッパ各地（ボスニア・ヘルツェゴビナ、クロアチア、フランス、イタリア、オランダ、ポルトガル、スペイン、イギリスなど、デンマーク、フィンランドでは根絶された）、トルコ、シリア、アルジェリア、チュニジア、中国など、かなりの広域で見られるようになっている。チェルノブイリ原子力発電所事故で立ち入り禁止となっている区域でも生息しているのが確認されている。生息域の川としてはマイン川、クズルウルマク川などが特に有名である。

### 外来種問題
ヨーロッパオオナマズは食肉性が強く、西ヨーロッパの国々では在来種の魚（タイセイヨウサケ、ウミヤツメ、アリスシャッドなど）やハトまでもを餌としており、生態系への影響が懸念されている。
日本では2023年2月4日、東京都港区にある有栖川宮記念公園の池で生物調査により体長約130 cmの個体が発見された。発見当初は在来種のナマズ科で最大のビワコオオナマズを疑われたが、顔の特徴が一致せずDNA鑑定により約2週間後にヨーロッパオオナマズであることが確認された。なお、本種は特定外来生物に指定されており、飼育などが禁止されている（cf. #人間との関係）。

## 形態
口には沢山の小さい歯が並んでいる。上あごには2本の長いひげ、下あごには4本の短いひげがある。尻びれは長く、尾びれまで繋がっており、比較的前方には小さくて鋭い背びれがある。鋭い胸びれを用いて渦を作り、獲物の方向感を失わせて大きな口で飲み込む。非常に滑りやすい皮膚は緑茶色で、腹は薄黄色か白色である。色は環境によって変化する。透明な水に住むと黒っぽくなり、濁った水に住むと茶色っぽくなる。重さや長さは季節によっても変わる。
雌は体重1 kgあたり3万個にのぼる卵を産む。雄は3日から10日で水温が上昇し、卵が孵化するまで巣を守る。水位が急速に下がる時は、卵を湿った状態にしておくため、雄は尾で卵をまき散らす様子が観察される。

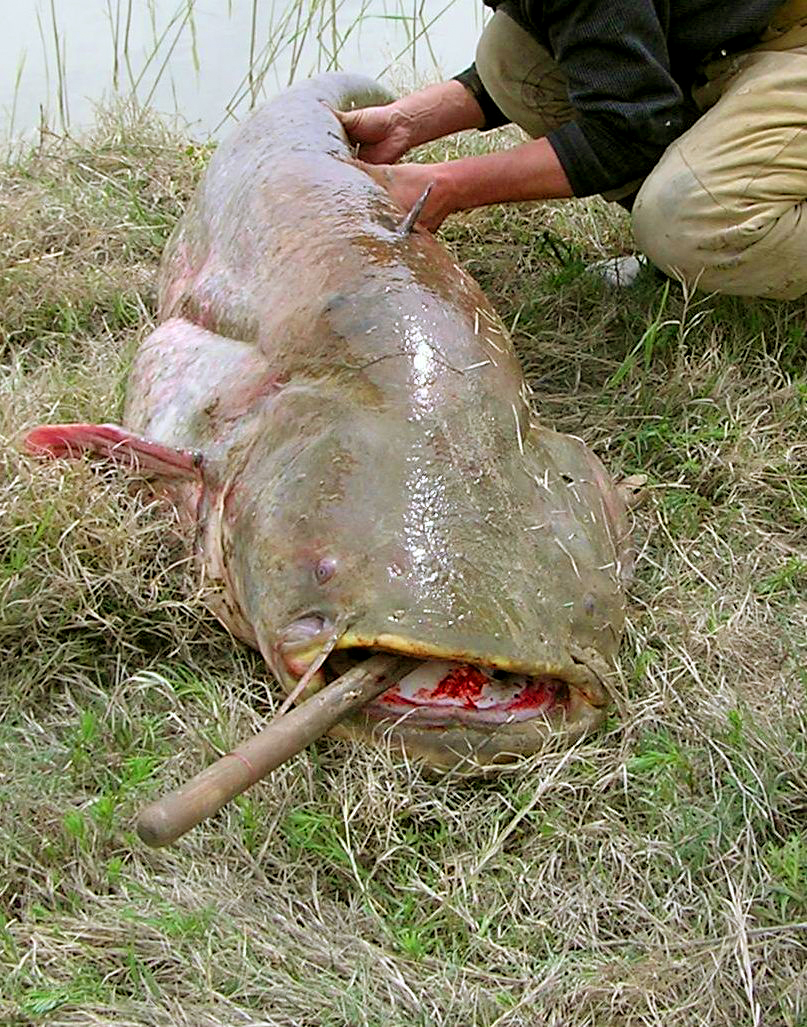
カザフスタンのシルダリヤ川で捕獲された個体

最大で長さは4 m、体重は394 kgにも達し、オオチョウザメやメコンオオナマズなどと並び世界最大の淡水魚に数えられている。しかし、このような長さにまでなるのは非常に稀である。前世紀の間は証明できなかったが、19世紀ごろから信頼のできる報告が上がっている。Brehms Tierlebenは、ドナウ川で体長3 m、体重200から250 kgの個体を釣ったというHecklとKnerの古い報告を引用している。Vogtの1894年の報告では、ビール湖で体長2.2 m、体重68 kgの個体を得たとされる。1856年、K. T. Kesslerはドニエプル川の体長5 m、体重400 kgにも及ぶ個体について記している。しかしこれらの報告には物理的な証拠がないため、今日では正当性を立証することができない。また、これらの報告は典型的な巨大魚と比べて長さと重さの関係が正常ではなく、さらに信憑性が疑われることとなっている。体長3 mの個体の重さは150 kg程度であり、体長5 mの個体がいるとすればその重さは700 kgを超えるはずである。
ほとんどの個体の長さは1.3 mから1.6 mに過ぎず、2 mを越える体長の個体は非常に稀である。1.5 mの個体は15 kgから20 kg程度で、2.2 mの個体は約65 kgである。
例外的に良好な生育環境に恵まれた場合にのみ、体長は2 mを越え、ドイツのロッテンブルク・アム・ネッカー近郊のKiebingenで見つかった個体は体長2.49 m、体重89 kgである。ポーランド、ウクライナ、スペイン、イタリア、ギリシアなどでこれよりも大きな個体が見つかっている。ギリシアは気候が良く、餌が豊富で天敵がいないため、大きく育つ。これまでで最大の個体は、イタリアのポー川で見つかった体長2.78 m、体重144 kgの個体である。これより大きな体長5 mの個体等の報告は、チョウザメの誤認などの疑いがある。

## 生態
淡水域から汽水域に住む魚で、幅広く平たい頭と大きい口が特徴である。夜行性で聴覚に優れ、寿命は80年ほどと考えられている。
ヨーロッパオオナマズは、もともとは、大きく暖かい湖や深くて流れの遅い川に住む。川底や沈んだ木の穴のような、身を隠せる場所を好み、開水域や水底で餌を食べる。また食用として池で養殖されることもある。
もともとはもっぱら環形動物、腹足綱、昆虫、甲殻類、魚などを食べて生きていた。

## 人間との関係
淡水に住む幼魚には食用としての価値があり、15 kg以下の個体は味が良いとされている。この大きさより大きくなると、脂肪が多くなり、食用には適さなくなる。卵には毒があり、食べられない。大型のものは人間の子供をも飲み込んだ。
元来生息していなかった南ヨーロッパ地域に外来種として導入された際の影響について関心が寄せられている。アフリカのビクトリア湖に導入されたナイルパーチが急速に固有種を絶滅させた際の状況等が参考にされている。深刻な影響はすぐ湖全体に広がり、元来の生態系のほとんどが破壊された。この事例は極端だが、外来種の導入では常に生態系への影響を考慮する必要がある。日本では2016年8月にヨーロッパナマズは特定外来生物に指定（同年10月に施行）され、飼養・保管・運搬・放出・輸入などが規制された。